# Championnats d'Europe de pentathlon moderne 2005
Navigation
Édition précédente Édition suivante
Les Championnats d'Europe de pentathlon moderne 2005 se sont tenus à Montepulciano, en Italie.

## Podiums

### Hommes
| Épreuves    | Or                                            | Argent                                                       | Bronze                                                     |
| ----------- | --------------------------------------------- | ------------------------------------------------------------ | ---------------------------------------------------------- |
| Individuel  | Lituanie Edvinas Krungolcas                   | Lettonie Denis Cherkovskis                                   | Russie Rustam Sarbirkhuzin                                 |
| Par équipes | Hongrie Gábor Balogh Sándor Fülep Ákos Kállai | Russie Andrey Moiseyev Rustam Sarbirkhuzin Aleksey Turkin    | Biélorussie Yegor Lappo Dmitry Melyakh Mikhail Prokopenko  |
| Relais      | Hongrie Gábor Balogh Ákos Kállai Sándor Fülep | Russie Rustam Sarbirkhuzin Aleksey Velikodnyi Nikolay Yaskov | Pologne Tomasz Chmielewski Marcin Horbacz Andrzej Stefanek |

### Femmes
| Épreuves    | Or                                                                     | Argent                                                     | Bronze                                               |
| ----------- | ---------------------------------------------------------------------- | ---------------------------------------------------------- | ---------------------------------------------------- |
| Individuel  | Russie Aleksandra Sadovnikova                                          | Allemagne Kim Raisner                                      | Pologne Edyta Małoszyc                               |
| Par équipes | Russie Aleksandra Sadovnikova Yevdokia Grechishnikova Tatyana Muratova | Pologne Edyta Małoszyc Sylwia Czwojdzinska Paulina Boenisz | Hongrie Zsuzsanna Vörös Vivien Máthé Csilla Füri     |
| Relais      | Russie Tatyana Muratova Lyudmila Sirotkina Olesya Velichko             | Hongrie Csilla Füri Vivien Máthé Zsuzsanna Vörös           | Italie Sara Bertoli Claudia Corsini Alessia Pieretti |